# باتريك بلاتينس
باتريك بلاتينس (بالألمانية: Patrick Platins)‏ (19 أبريل 1983 بإمنشتات في ألمانيا - ) هو لاعب كرة قدم ألماني في مركز حراسة المرمى. شارك مع منتخب ألمانيا تحت 20 سنة لكرة القدم. أما مع النوادي، فقد لعب مع أرمينيا بيليفيلد ودارمشتات 98 ونادي آوغسبورغ ونادي فولفسبورغ وArminia Bielefeld II ‏.

## وصلات خارجية
- باتريك بلاتينس على موقع قاعدة بيانات كرة القدم.إي يو (الإنجليزية)
- باتريك بلاتينس على موقع بيانات كرة القدم. دي إي (الألمانية)
- باتريك بلاتينس على موقع Soccerway.com (الإنجليزية)
- باتريك بلاتينس على موقع عالم كرة القدم.نت (الإنجليزية)
- باتريك بلاتينس على موقع AS.com (الإسبانية)